# Kampari
Kampari je alkoholni liker i smatra se aperitivom. Njegova alkoholna jačina se kreće u zavisnosti od zemlje u kojoj je proizveden od 20.5%, 21%, 24%, 25%, ili 28.5%.  Priča o aperitivu "kampari" počinje šezdesetih godina 19. veka u Milanu, u baru Gaspara Kamparija. Koristeći razne trave, on je kreirao napitak magične slatko-gorke uravnoteženosti, poklonivši mu, do tada neviđenu boju rubina. Kampari se često koristi u koktelima uz kiselu vodu, prosseco ili spritz. 

## Istorija
Osmišljen je 1860. godine od strane Gaspara Kamparija. Originalno je bio obojen karminom (koji se pravio od zgnječenih cochineal insects insekata i time davao prepoznatljivu crvenu boju. U 2006. karmin je prestao da se koristi u proizvodnji ovog pića.
Godine 1904. Kamparijeva prva fabrika za proizvodnju se nalazila u Sesto San Giovani, u blizini Milana, Italija. Pod rukovodstvom Davida Kamparija, Gasperovog sina kompanija je počela da izvozi piće prvo do Nice, a sada se Kampari brend distribuira u preko 190 zemalja.
U Italijanskim marketima se sada može naći i pomešan sa sodom u individualnim bocama koje se zovu Campari Soda i sadrže 10% alkohola.
Kampari se sada pakuje u prepoznatljive boce koje je osmislio Fortunato Depero 1932. godine.
Kampari je bitan sastojak u Negroni koktelu, Garibaldo koktelu, i u Spritzu (aperitiv poznat u Italiji).

## Nagrade
Wine Enthusiast je ocenio Kampari u više navrata i dali su mu ocenu 96/100 2011. godine. Proof66 je uračunao Kampari u top 10 likera na svetu.

## Kampari u pop kulturi
Bill Murrayev lik Steve Zissou, u Wes Andersonovom filmu The Life Aquatic je pio Kampari.
Campari se pio i u BBC-ijevoj seriji Call the Midwife.
Del Boy naručuje Campari i Coca-colu u filmu Only Fools and Horses.
U Mad Men, Salvatore Romano pita za "Campari with a twist " u epizodi koja je nazvana The Hobo Code.

## Spoljašnje veze
- Campari web sajt
- "Campari: the Italian classic that still has style", The Daily Telegraph
- The Art of Campari